# Dmitri Wladimirowitsch Altarjow
Dmitri Wladimirowitsch Altarjow (russisch Дмитрий Владимирович Алтарёв; * 13. August 1980 in Pensa, Russische SFSR, Sowjetunion) ist ein ehemaliger russischer Eishockeyspieler, der zuletzt bei Rubin Tjumen in der Wysschaja Hockey-Liga unter Vertrag stand.

## Karriere
Dmitri Altarjow begann seine Karriere als Eishockeyspieler bei Disel Pensa, für dessen Profimannschaft er von 1998 bis 2000 in der Wysschaja Liga, der zweiten russischen Spielklasse, aktiv war. Anschließend wurde er im NHL Entry Draft 2000 in der neunten Runde als insgesamt 264. Spieler von den New York Islanders ausgewählt, für die er allerdings nie spielte. Stattdessen spielte der Angreifer ebenfalls zwei Jahre lang für Torpedo Nischni Nowgorod in der Superliga, ehe er für weitere vier Spielzeiten zu Disel Pensa zurückkehrte. Zur Saison 2006/07 unterschrieb der Linksschütze erneut bei Torpedo Nischni Nowgorod, das in der Zwischenzeit in die Wysschaja Liga abgestiegen war. Mit 36 Scorerpunkten in 43 Spielen war er maßgeblich an der Zweitligameisterschaft und dem Aufstieg in die Superliga 2007 beteiligt. In dieser kam er in der folgenden Spielzeit allerdings nur noch zu fünf Einsätzen, bei denen er ein Tor erzielte und eine Vorlage gab.
Im Sommer 2008 unterschrieb Altarjow beim HK Jugra Chanty-Mansijsk aus der Wysschaja Liga, mit dem er in den folgenden beiden Jahren jeweils Zweitligameister wurde und 2010 in die Kontinentale Hockey-Liga aufstieg. Nach einem Jahr, in dem er 58 KHL-Partien absolvierte, wurde Altarjow im Mai 2011 vom HK Metallurg Magnitogorsk verpflichtet. Bei Metallurg konnte er sich allerdings nicht endgültig durchsetzen und kehrte nach einer Torvorlage in 14 Spielen im Dezember 2011 wieder zum HK Jugra Chanty-Mansijsk zurück.
Von Juni 2013 bis Mai 2015 stand er bei Rubin Tjumen unter Vertrag.

## Erfolge und Auszeichnungen
- 2007 Wysschaja-Liga-Meister und Aufstieg in die Superliga mit Torpedo Nischni Nowgorod
- 2009 Wysschaja Liga-Meister mit dem HK Jugra Chanty-Mansijsk
- 2010 Wysschaja Liga-Meister und Aufstieg in die KHL mit dem HK Jugra Chanty-Mansijsk

## Statistik
(Stand: Ende der Saison 2013/14)